# Regimiento de Dragones de Veracruz
Regimiento de Dragones de Veracruz (1727 -1764)  Unidad militar de la Nueva España. Regimiento de soldados que, desde mediados del siglo XVI hasta principios del XIX, combatían como caballería (generalmente al ataque) e infantería (a la defensiva normalmente). 
El regimiento de los Dragones de Veracruz era compuesto por seis compañías con 17 oficiales y 237 soldados.